# Edinburský hrad
Edinburský hrad je majestátní pevnost zbudovaná na vrcholku čedičové skály nazvané Castle Rock (Hradní skála). Je dominantou a symbolem hlavního města Skotska Edinburghu.
Osídlení zdejší oblasti lze datovat do 9. století př. n. l. Charakter tehdejšího obyvatelstva však zůstává nejasný. Přesně známo není ani datum, kdy byl na Castle Rock vystavěn první hrad. Ve středověkém velšském eposu nazvaném Y Gododdin, v němž jsou popsány boje, které se odehrály v 7. století, je zmínka o místě zvaném Din Eidyn neboli Eidynova pevnost. Historici tedy vycházejí z předpokladu, že zde opevnění hradního typu stálo již v 7. století. Královským hradem se mohl Edinburgh pyšnit přinejmenším od doby vlády skotského krále Davida I. (asi 1085–1153). Nejstarší zachovalou stavbou na hradě je kaple sv. Markéty z 12. století, z období vlády Davida I.
Edinburský hrad zůstal královskou rezidencí až do roku 1603, kdy došlo k personální unii mezi Anglií a Skotskem. Jako jedna z nejdůležitějších pevností skotského království byl dějištěm různých historických událostí, ať už v období válek o skotskou nezávislost ve 14. století, či během jakobitského povstání v roce 1745. Byl také několikrát s úspěchem i neúspěšně obléhán. V druhé polovině 17. století se hrad stal vojenskou základnou. Jeho historická důležitost byla přehodnocena v 19. století, kdy se započalo s řadou restaurátorských prací.
Od roku 1707 jsou v hradu uloženy a vystaveny skotské korunovační klenoty.

## Castle Rock (Hradní skála)

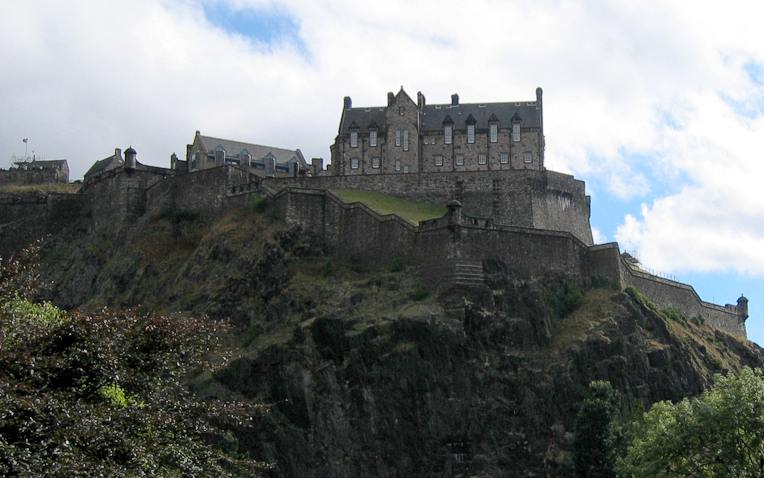
Čedičová vyvřelina tvořící Castle Rock s Edinburským hradem

Hradní skála a Královská míle (The Royal Mile) jsou zřejmě nejlepšími příklady geologického útvaru známého jako crag and tail (skála a ocas) na světě. Tento útvar byl vytvořen před 340 miliony let, kdy horké magma, které vzniklo tavením z hornin spodní zemské kůry, vytvořilo obrovskou kónicky tvarovanou sopku, která během doby vyhasla. O několik milionů let později vymlel pevninský ledovec postupně měkké usazené (sedimentární) horniny, jež v té době sopku pokrývaly. V průběhu poslední doby ledové, před 10 000 až 20 000 lety, byla sopka odhalena až na svou čedičovou základnu. Ledové kry, které se pohybovaly ze západu na východ, vyhloubily poté oblasti, jež jsou dnes známé jako Princes Street Gardens a Grassmarket. Tvrdý čedič však ochránil měkké sedimenty na východě, a když se ledové prameny nedaleko oblasti Holyroodského paláce opět spojily, byl vytvořen “crag and tail”.